# Боццано, Джакомо
Джа́комо Боцца́но (итал. Giacomo Bozzano; 12 апреля 1933, Сестри-Леванте — 21 ноября 2008, Рапалло) — итальянский боксёр тяжёлой весовой категории. В середине 1950-х годов выступал за сборную Италии: бронзовый призёр летних Олимпийских игр в Мельбурне, участник многих международных турниров и матчевых встреч. В период 1957—1962 боксировал на профессиональном уровне, но без особых достижений.

## Биография
Джакомо Боццано родился 12 апреля 1933 года в коммуне Сестри-Леванте, регион Лигурия. Активно заниматься боксом начал в раннем детстве, проходил подготовку в боксёрском клубе «Аврора» в коммуне Кьявари. На международной арене дебютировал в 1954 году в матчевых встречах со сборной ФРГ. Год спустя съездил на чемпионат Европы в Берлин, боксировал там вполне успешно, но из-за травмы вынужден был остановиться на стадии четвертьфиналов. Благодаря череде удачных выступлений удостоился права защищать честь страны на летних Олимпийских играх 1956 года в Мельбурне — сумел дойти здесь до полуфинала тяжёлого веса, после чего был нокаутирован советским боксёром Львом Мухиным.
Получив бронзовую олимпийскую медаль, Боццано решил попробовать себя среди профессионалов и покинул сборную. Его профессиональный дебют состоялся в марте 1957 года, своего первого соперника он победил техническим нокаутом в пятом раунде. В течение двух последующих лет провёл множество удачных поединков, однако в ноябре 1959 года потерпел первое поражение — в бою за право выйти против чемпиона Европы перенёс тяжёлый нокаут от немца Ханса Кальбфелла. Год спустя побывал ещё в одном нокауте от малоизвестного немецкого боксёра Герхарда Зеха. Несмотря на поражения, в октябре 1962 года боролся за титул чемпиона Италии в тяжёлом весе, однако действующий чемпион Санто Амонти оказался сильнее — в третьем раунде рефери вынужден был остановить матч ввиду явного преимущества соперника. После этой неудачи Боццано принял решение завершить карьеру спортсмена. Всего в профессиональном боксе он провёл 34 боя, из них 31 окончил победой (в том числе 15 досрочно), три раза проиграл.
После завершения спортивной карьеры Джакомо Боццано вместе с женой-датчанкой Кристиной открыли в Сестри-Леванте собственный ресторан, хотя дело не пошло, и в 1998 году его пришлось закрыть. В начале 1990-х годов пытался вернуться в бокс, бросил вызов знаменитому чемпиону Франческо Дамиани, тем не менее, итальянская федерация бокса запретила ему выходить на ринг из-за неподходящего возраста. 30 апреля 2005 года Боццано был ранен выстрелом в голову от неизвестного прохожего — он выжил, перенёс дорогостоящее длительное лечение, но так и не пришёл в себя. Умер 21 ноября 2008 года в больнице курортного города Рапалло, похоронен три дня спустя на кладбище коммуны Кьявари.